# Coronografo
Il coronografo è uno strumento ottico ideato per osservare la corona solare e la cromosfera del Sole, altrimenti visibili solo durante le eclissi.

## Il coronografo solare
Il coronografo nasce nel 1930 ad opera dell'astronomo Bernard Lyot, come strumento astronomico utilizzato per osservare la corona solare, da cui prende il nome. Si tratta di un telescopio in cui il percorso della sorgente luminosa (il Sole) è ostruito da un piccolo cono (in ottone o bronzo) posato su una lente di campo: il cono ha la funzione di ostruire il disco solare. 
In questo modo è possibile generare delle eclissi artificiali per osservare le protuberanze solari e altri fenomeni della nostra stella che non sarebbero altrimenti visibili a causa della luminosità del Sole. Il cono va sostituito nelle diverse stagioni in funzione del diverso diametro apparente del Sole. Il coronografo è attrezzato anche con particolari filtri interferenziali che consentono d'osservare la superficie del Sole. Diverse missioni spaziali come Skylab, SOHO, SPARTAN e STEREO della NASA hanno usato coronografi per studiare il Sole.

## Accezione moderna
Oggi, con il termine coronografo, ci si riferisce a qualsiasi strumento in grado di eliminare la luce diffusa e difratta da una zona del piano focale di un telescopio. Viene utilizzato nella ricerca dei pianeti extrasolari. I coronografi possono essere divisi in due famiglie: quelli che agiscono sull'ampiezza del fascio di luce incidente, e quelli che agiscono sulla fase. L'originale coronografo di Lyot appartiene alla prima categoria, in quanto l'eliminazione della luce avviene grazie ad un'ostruzione fisica. Per agire sulla fase, invece, i coronografi della seconda categoria utilizzano dei dispositivi ottici, con particolari caratteristiche, che variano la struttura del fascio di luce incidente, cambiandone la fase.